# Ibatiba (kommun)
Ibatiba är en kommun i Brasilien.   Den ligger i delstaten Espírito Santo, i den sydöstra delen av landet, 800 km sydost om huvudstaden Brasília. Antalet invånare är 22 346.
Följande samhällen finns i Ibatiba:
- Ibatiba

Omgivningarna runt Ibatiba är huvudsakligen savann. Runt Ibatiba är det ganska tätbefolkat, med 124 invånare per kvadratkilometer.